# Волосы
Во́лосы (лат. pili, др.-греч. τρίχες) — придатки кожи, производные из эпидермиса, представляющие собой многослойные нитеообразные структуры из эпителиальных клеток (кератиноциты, меланоциты), ороговевающих по мере удаления из точки роста в волосяных фолликулах и образующих наружный покров кожи млекопитающих. У животных густой волосяной покров называется шерстью. У ряда млекопитающих (имеющие толстую жировую прослойку китообразные и толстый эпидермис слоны, носороги) волосяной покров редуцирован. Основной компонент волос — кератин.

## Строение
Часть волоса расположенная над поверхностью кожи называется стержнем, находящаяся в коже — волосяным корнем (или волосяной луковицей). В месте выхода волоса из толщи кожи образуется углубление — волосяная воронка. Луковица окружена волосяным мешочком — фолликулом. От формы фолликула зависит тип волос: прямые волосы растут из круглого фолликула, слегка вьющиеся — из овального, а кудрявые — из почкообразного.
Каждый волос состоит из трёх слоёв. Наружный слой, кутикула, образован плоскими ороговевшими клетками пропитанными кератином и которые располагаются перекрывая друг друга подобно черепице крыши, выполняет защитную функцию. Когда чешуйки кутикулы лежат плотно, аккуратно перекрываясь, волосы шелковистые, мягкие и блестящие. Если же клетки кутикулы физически или химически повреждены, волосы лишаются блеска, становятся ломкими и легко путаются.
Внутри от кутикулы находится корковое вещество, кортекс, состоящее из удлинённых ороговевших клеток, содержащих пигмент меланин, определяющий естественный цвет волос. Этот слой придаёт волосу прочность и эластичность.
Центральная часть волоса представлена мозговым веществом, сердцевиной, состоящим из ороговевших кубических клеток и воздушных полостей между ними. Этот слой отсутствует в тонких (пушковых) волосах. Назначение этого слоя неизвестно, но предполагается, что по нему поступают питательные вещества к кортексу и кутикуле. Этим можно объяснить быстрое изменение волос при заболевании.
Волосы в нормальном положении располагаются наклонно к плоскости поверхности кожи с направлением наклона вдоль линий Лангера, за исключением ресниц, волос преддверия полости носа и наружного слухового прохода, которые всегда расположены под прямым углом к поверхности, а первые два и брови не имеют мышц, поднимающих волосы (лат. musculus arrectores pilorum).
Естественный блеск волос зависит от их собственной жировой смазки, включающей антисептик[какой?], который помогает в борьбе с чужеродными микроорганизмами. В коже находятся сальные железы, они выделяют свой секрет в волосяные фолликулы. Так смазка секрет даёт прекрасную защиту стволу волоса, сглаживая поверхность кутикулы и помогая волосу удерживать влагу и сохранять эластичность. Чем ровнее поверхность кутикулы, тем больше света отражается от волос и тем ярче их блеск. Поэтому гораздо труднее добиться блеска вьющихся волос, чем прямых.
В некоторых случаях, например при чрезмерной гормональной активности, когда сальные железы выделяют слишком много секрета, волосы становятся жирными. Если же секрета слишком мало, волосы становятся сухими.

## Функции волос
У многих млекопитающих есть мех и другие волосы, которые выполняют различные функции. Шерсть обеспечивает терморегуляцию и маскировку для многих животных; для других она подаёт сигналы другим животным, такие как предупреждения, спаривание или другие коммуникативные проявления; а для некоторых животных шерсть обеспечивает защитные функции и, редко, даже защиту от нападения. Волосы также выполняют сенсорную функцию, расширяя осязание за пределы поверхности кожи. Защитные волоски дают предупреждения, которые могут спровоцировать реакцию отскока.

### Теплорегуляция
В то время как люди разработали одежду и другие средства сохранения тепла, волосы на голове служат главным образом источником теплоизоляции и охлаждения (когда пот испаряется с намокших волос), а также защиты от воздействия ультрафиолетового излучения. Функция волос в других местах обсуждается. Волосы на теле человека помогают регулировать внутреннюю температуру. Когда телу слишком холодно, выпрямляющие мышцы, прикреплённые к волосяным фолликулам, сокращаются, заставляя волосы в этих фолликулах «вставать». Таким образом волосы образуют теплоудерживающий слой над эпидермисом. Этот процесс формально называется пилоэрекцией, происходящей от латинских слов «pilus» («волосы») и «erectio» («поднимающийся»), но более широко известен как «гусиная кожа». Это более эффективно у других млекопитающих, мех которых распушается, создавая воздушные карманы между волосками, изолирующими тело от холода. Противоположные действия происходят, когда тело слишком тёплое; выпрямляющие мышцы заставляют волосы плотно прилегать к коже, что позволяет теплу эффективнее уходить.

### Защита
У некоторых млекопитающих, таких как ежи и дикобразы, волосы были модифицированы в жёсткие шипы или иглы. Они покрыты толстыми кератиновыми пластинами и служат защитой от хищников. Густые волосы, такие как львиная грива и мех медведя гризли, обеспечивают некоторую защиту от физических повреждений, таких как укусы и царапины.

### Осязание
Смещение и вибрация стержней волос обнаруживаются нервными рецепторами волосяных фолликулов и нервными рецепторами в коже. Волосы могут ощущать движение воздуха, а также прикосновение физических объектов, и они обеспечивают сенсорное восприятие присутствия эктопаразитов. Некоторые волосы, такие как ресницы, особенно чувствительны к присутствию потенциально вредных веществ.

#### Брови и ресницы
Брови обеспечивают умеренную защиту глаз от грязи, пота и дождя. Они также играют ключевую роль в невербальном общении, помогая проявлять такие эмоции, как печаль, гнев, удивление и волнение. У многих других млекопитающих они содержат гораздо более длинные, похожие на усы волоски, которые действуют как тактильные датчики.
Ресницы растут по краям века и защищают глаз от грязи. Ресницы для людей, верблюдов, лошадей, страусов и т. д. используются для определения, когда грязь, пыль или любой другой потенциально опасный объект находится слишком близко к глазу. В результате этого ощущения глаз рефлекторно закрывается.

## Филогенез
Волосы происходят от общего предка млекопитающих, синапсидов, около 300 миллионов лет назад. В настоящее время неизвестно, на каком этапе синапсиды приобрели характеристики млекопитающих, такие как волосы на теле и молочные железы, поскольку окаменелости редко дают прямые доказательства наличия мягких тканей. Отпечаток кожи на животе и нижней части хвоста пеликозавра, возможно, гаптода, показывает, что базальный синапсид имел поперечные ряды прямоугольных щитков, похожих на щитки современного крокодила таким образом, возраст приобретения волос логически не мог быть раньше, чем ~ 299 млн лет, исходя из современного понимания филогении животного. Исключительно хорошо сохранившийся череп Estemmenosuchus, терапсида из верхней перми, показывает гладкую, безволосую кожу с тем, что кажется железистыми углублениями, хотя, как полуводный вид, он, возможно, не был особенно полезен для определения покровов наземных видов. Древнейшие бесспорно известные окаменелости с однозначными отпечатками волос относятся к келловейскому периоду (поздняя средняя юра) Castorocauda и несколько современных харамийид, оба цинодонты, близкие к млекопитающим, дают возраст не позднее ~ 220 млн лет на основе современного филогенетического понимания этих клад. Совсем недавно исследования терминальных пермских русских копролитов позволили предположить, что синапсиды, не принадлежащие к млекопитающим той эпохи, имели мех. Если это так, то это самые древние из известных остатков волос, демонстрирующие, что мех появился ещё в позднем палеозое.
У некоторых современных млекопитающих есть специальная железа перед каждой глазницей, используемая для чистки шерсти, называемая гардеровой железой. Отпечатки этой структуры обнаружены в черепе мелких ранних млекопитающих, таких как морганукодон, но не у их предков-цинодонтов, таких как тринаксодон.

Все волоски меха у современных животных связаны с нервами, и поэтому мех также служит передатчиком для сенсорного ввода. Мех мог развиться из сенсорных волос (усов). Сигналы от этого сенсорного аппарата интерпретируются в неокортексе, участке мозга, который заметно увеличился у таких животных, как морганукодон и гадрокодиум. У более продвинутых терапсидов могла быть комбинация обнажённой кожи, усов и щитков. Полный волосяной покров, вероятно, не развивался до перехода от терапсид к млекопитающим. Более продвинутые, более мелкие терапсиды могли иметь комбинацию волос и щитков, комбинация, всё ещё встречающаяся у некоторых современных млекопитающих, таких как грызуны и опоссумы.
Высокая межвидовая изменчивость размера, цвета и микроструктуры волос часто позволяет идентифицировать виды на основе отдельных волосяных волокон.
В той или иной степени у большинства млекопитающих некоторые участки кожи лишены натуральных волос. На теле человека голая кожа находится на брюшной части пальцев, ладоней, подошв ног и губ, которые являются частями тела, наиболее тесно связанными с взаимодействием с окружающим миром, а также малыми половыми губами и головкой полового члена. В голой коже человека есть четыре основных типа механорецепторов: тельца Пачини, тельца Мейснера, диски Меркеля и тельца Руффини.
У голого землекопа (Heterocephalus glaber) развилась кожа, лишённая общего пелагического волосяного покрова, но сохранившая длинные, очень редко рассеянные тактильные волоски по всему телу. Гладкость — это черта, которая может быть связана с неотенией.

### Эволюция волосяного покрытия у человека
Биологи-эволюционисты предполагают, что род Homo возник в Восточной Африке примерно 2,5 миллиона лет назад. Они изобрели новые методы охоты. Диета с высоким содержанием белка привела к увеличению размеров тела и мозга. Яблонски постулирует, что увеличение размера тела в сочетании с усиленной охотой в течение дня на экваторе вызвало большую потребность в быстром отводе тепла. В результате у людей развилась способность потеть: процесс, которому способствовала потеря волос на теле.
Другим фактором эволюции человека, который также имел место в доисторическом прошлом, был преимущественный отбор для неотении, особенно у женщин. Идее о том, что взрослые люди проявляют определённые неотенические (ювенильные) черты, не проявляющиеся у других человекообразных обезьян, около столетия. Луис Болк составил длинный список таких признаков, а Стивен Джей Гулд опубликовал краткий список в Онтогенезе и филогенезе. Кроме того, педоморфные характеристики у женщин мужчинами в развитых странах часто признаются желательными. Например, пушковые волосы являются ювенильной характеристикой. Однако, в то время как у мужчин половая дифференциация терминальных волос становится длиннее, грубее, гуще и темнее, у женщин этого не происходит, оставляя их пушковые волосы видимыми.

## Онтогенез волос у человека
У человека в течение жизни сменяется три категории волосяного покрова.
Первый, или зародышевый (лануго) появляется на 3-4 месяце внутриутробной жизни когда появляются зачатки волос в виде выступов эпидермиса, до его начала ороговения, в нижележащую соединительную ткань.
Перед рождением его сменяет детский, или вторичный волосяной покров: всё тело усеяно мелкими светлыми и тонкими волосиками, имеющими сердцевину. Уже в раннем детстве на голове, бровях и ресницах они утолщаются и удлиняются.
Третичный, или терминальный волосяной покров образуется к началу полового созревания с появлением густых волос на лобке и в подмышечных впадинах, а позднее — на животе, груди, конечностях и на лице. Для него характерны большие вариации. При необходимости волосы могут быть удалены с помощью депиляции (на время) или эпиляции (навсегда).

## Циклы роста волос
Живая часть волоса находится под эпидермисом. Выросший из-под него волос состоит из мёртвой ткани.
В жизненном цикле волоса (волосяной сумки) учёные выделяют три стадии или фазы. Первая, анаген — фаза активного роста. В анагене стволовые клетки волосяного фолликула встраиваются в тело волоса и волос удлиняется. Вторая стадия, катаген — промежуточная, в катагене волос перестаёт расти и начинается его дегенерация. Третья и последняя стадия, телоген или фаза отдыха — полное прекращение роста, волос некоторое время ещё остаётся в волосяной сумке и затем выпадает.
При развитии волоса[когда?] его эпидермальный зачаток — волосяная луковица — глубоко внедряется в толщу дермы, образуя волосяную сумку. В дно луковицы вдаётся волосяной сосочек — питающий луковицу участок дермы с кровеносными сосудами и нервами. Клетки луковицы, размножаясь, обеспечивают рост волоса, стержень которого состоит из трёх слоёв, образованных уже мёртвыми, ороговевшими клетками: более или менее рыхлой сердцевины, плотного коркового слоя и кутикулы (её клетки, уложенные подобно черепице, образуют на поверхности волоса заострённые ступеньки).
В конце концов старый волос выпадает под действием роста нового, и цикл начинается снова. Первая стадия продолжается от двух до четырёх лет, вторая стадия — всего 15—20 дней, а последняя — от 90 до 120 дней. В любой момент около 93 % волос находится в первой фазе роста, 1 % — во второй фазе и 6 % — в третьей. Волосы головы, которые реагируют на гормональное воздействие так же, как и волосы тела, генетически запрограммированы повторять цикл роста 24—25 раз в течение жизни человека.

## Типы волос

### Волосяной покров человека
Волосяной покров человека представлен разного типа волосами растущими на коже по всей поверхности тела, кроме: ладони, подошвы, боковые поверхности пальцев, тыльная поверхность дистальных фаланг, красная кайма губ, соски, малые половые губы, внутренняя поверхность больших половых губ, клитор, головка полового члена, внутренний листок крайней плоти. Распределяются с частотой 9—22 на см². Существуют индивидуальные отличия как в количестве таких волос, так и в глубине залегания волосяных фолликулов.
Типы волос человека:
Длинные
У детей расположены в волосистой части головы (несмотря на то, что кожа головы человека почти вся покрыта волосами, волосистой частью называется часть покрытая длинными волосами в мозговой части черепа, за исключением лба и наружного уха).
У взрослых (в том числе детей с периода полового созревания) — волосистая часть головы, борода, усы, подмышечные впадины, лобок, половые органы.
Распределение — неравномерное: больше всего волос (90 000—150 000) — на своде черепа (распределяются с частотой 200—460 на см²).
Длинные волосы тела взрослого человека имеют определённые различия в зависимости от области расположения на теле, а также имеют половые и индивидуальные отличия. Среди них можно выделить:
- свойственные мужчинам и женщинам: волосы волосистой части головы, волосы промежности и лобковой области, волосы подмышечных ямок[нем.];
- присущие в основном мужчинам (не у всех): волосы груди[нем.], волосы живота[англ.], волосы спины[нем.], волосы на руках и на ногах[англ.], длинные волосы лица[англ.] (борода, усы).

Щетинистые
У детей — ресницы, брови.
У взрослых — брови, ресницы, волосы в наружном слуховом проходе и преддверии носовой полости, возле ануса.
Реснитчатые волосы относительно малочисленны. В среднем брови содержат 600, ресницы — 400 волосков.
Пушко́вые
На остальной части тела. При этом у детей и женщин более короткие, тонкие и светлые, малозаметные. У мужчин более жёсткие, длиннее и пигментированнее, у части мужчин на коже груди, в околососковой области, околопупочной области, средней линии живота, спине могут расти волосы схожие с длинными.
- Волосы подмышек[нем.] у женщины
- Волосы на голенях мужчины
- Волосы в поясничной области, ягодицах и бёдрах у мужчины
- Тонкие бесцветные пушковые волосы младенца хорошо заметны на левой щеке при косопадающем свете
- Поседевшие волосы головы, за исключением ресниц, у непальца

### Волосяной покров животных
Волосяной покров животных имеет некоторые отличия.
В частности нередко он представлен двухъярусным составом, покровными остистыми волосами и более коротким пушковыми волосами. Расположены они у большинства животных значительно гуще, чем у человека. Также, ряд животных имеют видоизменённые волосы: иглы, тактильные (чувствительные) вибриссы.

## Цвет волос
Цвет волос зависит от генов их определяющих, фенотипический проявляющихся зависимостью от соотношения двух видов пигмента (меланина): эумеланина и феомеланина. Основная разница этих видов — это форма их гранул. В большинстве случаев гранулы меланина удлинённой формы, они и называются эумеланином. Гранулы феомеланина имеют круглую или овальную форму. Другое название этих пигментов, соответственно: гранулированный и диффузный. Гранулированный пигмент (эумеланин) коричневого цвета, он состоит из сочетания трёх цветов: синего, красного и жёлтого. Диффузный (феомеланин) — жёлтый. Все натуральные волосы содержат оба вида пигментов. Всего может быть три цвета волос: блондины, рыжие и брюнеты, а оттенков насчитывают около 300 видов. Чёрные волосы содержат больше эумеланина, у природных блондинов — больше феомеланина. Большая концентрация феомеланина даёт волосам медный оттенок.
Иногда круглые или овальные гранулы оказываются в комбинации со средним количеством удлинённых, тогда волосы приобретают насыщенный рыже-коричневый оттенок. Если же круглые гранулы комбинируются с большим количеством удлинённых, тогда чернота почти скрывает рыжий цвет, хотя он всё ещё придаёт лёгкий рыжий оттенок волосам, что отличает их от совершенно чёрных.

## Патологии волос

### Патологии роста волос
Волосы могут расти на участках кожи несвойственных для данного типа волос, либо иметь отклонения в строении самого стержня волос.
- Гипертрихоз, в том числе гипертрихоз сцепленный с X-хромосомой[англ.]
- Гирсутизм
- Невус Беккера
- Трихомегалия[англ.] — врождённый или приобретённый избыточный рост ресниц
- Синдром Фогта-Коянаги-Харады[англ.]
- Врождённые алопеции
- Болезнь курчавых волос
- Гигантская аксональная нейропатия с вьющимися волосами[англ.]
- Синдром Бьёрнстада
- Синдром ломких волос Сабинаса (синдром ломких волос с психическим дефицитом)[англ.]
- Трихотиодистрофия
- Вросший волос[англ.]
- Шиповидный трихостаз (пучковые волосы)[англ.]
- Трихоптилоз (секущиеся волосы)[англ.]
- Дисплазия волос[исп.]

- Веретенообразная аплазия (монилетрикс)
- Хохлатые волосы
- Раздвоенные волосы
- Скрученные волосы
- Синдром рыхлых анагеновых волос
- Кольцевидные (опоясанные) волосы
- Синдром нерасчёсываемых волос

- Волосяная киста[англ.]
- Трихобазалиома
- Седина — гипопигментация волос, обычно возрастная. Но может быть и при некоторых патологиях, к примеру при альбинизме, витилиго.
- Мозаичная окраска волос

### Выпадение волос
Выпадение волос — это физиологический процесс, происходящий вследствие роста и обновления клеток кожи и её придатков. Нормой считается 60-100 выпавших волос за день. У животных также происходит массовое сезонное выпадение волос связанное с линькой.
Выпадение волос сверх этого количества говорит о заболевании волос — алопеции, в том числе у животных. Алопеция — это прогрессирующее выпадение волос, приводящее к облысению головы или других волосистых участков кожи. Выделяют алопецию:
по распространённости
- тотальную[пол.] или атрихию[англ.] (выпадение и отсутствие волос на голове (включая брови и ресницы) и даже на всём теле);
- диффузную или гипотрихию (истончение и поредение волос по всей голове или телу, в том числе: синдром Унна[нем.], анагеновое облысение[англ.], телогеновое облысение[англ.], при асбестовидном лишае);
- очаговую или гнёздную (возникновение очагов полного отсутствия волос, в том числе: лобная фиброзная алопеция[англ.], височная треугольная алопеция, офиазис (лентовидная алопеция)[англ.]);

по рубцеванию волосяного фолликула
- рубцовую (волосы не растут на коже рубцов)[38]:

первичную, к примеру при псевдопеладе (круговая атрофическая алопеция), декальвирующем фолликулите Кенко, расслаивающем целлюлите Пьюзи (подрывающий фолликулит и перифолликулит головы), центральная центробежная рубцовая алопеция, келоидном фолликулите (келоидные угри);
вторичную, к примеру при посттравматических рубцах, склеродермии, муцинозном фолликулите и т. д.;
- нерубцовую[англ.], к примеру: преждевременная (пресенильная, андрогенная) — облысение волосистой части головы по мужскому типу, связанную с уровнем в крови мужских половых гормонов; тракционная алопеция (манипуляционная, болезнь самураев) — вызвана обычно ношением определённых причёсок стягивающих волосы;
- смешанную, к примеру: синдром Пиккарди-Лассюэра-Грэхема-Литтла[нем.] — рубцовая алопеция волосистой части головы и нерубцовая алопеция подмышечной и паховой областей, наблюдается при плоском волосяном лишае[нем.], разновидности красного плоского лишая, может сочетаться с вульво-вагинально-гингивальным синдромом[англ.] и лобной фиброзирующей алопецией.

Различным видам алопеции подвержены как мужчины, так и женщины. В большинстве случаев мужчины страдают андрогенетической алопецией, а женщины — диффузной алопецией. Из наиболее эффективных методов лечение андрогенетической алопеции выделяют низкоинтенсивное лазерное излучение и трансплантацию собственных волос. Диффузная алопеция поддаётся медикаментозному лечению.
Кроме того, выпадение волос может служить симптомом некоторых заболеваний — например, сифилиса, стригущего лишая, трихотилломании, прогерии, микседемы кожи, болезни Фокса — Фордайса, синдроме Шегрена-Ларссена и т. д. Очаговое выпадение волос (на голове появляются как бы округлые «островки»-проплешины) характерно для лучевой болезни.

### Заболевания волос
Болезни волос могут выразиться в изменении их цвета и формы.
- Трихонодоз — петлеобразная узловатость волос.
- Узловатая ломкость волос (трихорексис, узловатая трихоклазия)[англ.]
- Стригущий лишай, в том числе стригущий лишай кожи головы[англ.] — микоз.
- Микроспория — микоз.
- Белая пьедра[англ.] — микоз.
- Чёрная пьедра[англ.] — микоз.
- Подмышечный трихобактериоз[англ.] — бактериальное поражение подмышечных и лобковых волос.
- Сикоз
- Фавус

## Волосы в культуре

### В мифологии и религии
Поверья, связанные с волосами, существуют почти у всех народов. Волосы традиционно считались вместилищем жизненной силы, поэтому маленьких детей обычно не стригли до определённого возраста, обычно до трёх-пяти лет. У славян первая стрижка волос выступала как особый обряд, который так и назывался «пострижины»; в княжеских семьях мальчика в день «пострижин» впервые сажали на коня.
Детей никогда не стригли наголо, всегда оставляли хотя бы пучок волос. В Древнем Египте детям оставляли пряди волос на висках или на темени (так называемый «локон юности»). В Китае маленьким мальчикам подстригали волосы так, чтобы оставалась чёлка; девочкам пряди волос перевязывали красной ниткой.
Одна из частей обета назорея — не стричь волосы. Библейский персонаж Авессалом при попытке бегства запутался длинными волосами в ветвях дерева и был убит.
Сила библейского Самсона была связана с его волосами. Он лишился силы, когда вопреки повелению Бога открыл эту свою тайну, после чего враги остригли ему волосы и захватили его в плен. На празднике филистимлян связанный Самсон, по молитве в раскаянии, вновь обрёл силу и обрушил языческий храм, погибнув сам и умертвив при этом большое количество врагов.
В германо-скандинавской мифологии богиня Сиф была острижена коварным Локи наголо, но гномы выковали ей новые волосы из золота, причём они могли расти как настоящие.
В православии при крещении, а также при посвящении в монашество есть обряд пострижения. В Русской Церкви до Никоновской реформы (а в католицизме до 1973 года) выбривали тонзуру все духовные лица.
Замужние женщины почти повсеместно должны были тщательно прятать волосы; девицы — заплетать в косу. Волосы обязательно распускали, когда ворожили.
Замужние иудейки никогда не показывают свои волосы, поэтому они носят косынки или парики.
В исламе женщины покрывают голову.

### В литературе
В сказке братьев Гримм «Рапунцель» принцесса спускала из окна башни волосы, по которым взбирался прекрасный принц. В «Приключениях барона Мюнхаузена» он сам себя вытаскивает за волосы из болота.
В русских народных сказках волосы девушек приобретают особое сакральное значение. Длинные в основном русые волосы главной героини являются одним из главных атрибутов её красоты. Это находит своё отражение и в названиях сказок: «Варвара-краса, длинная коса», «Сказка о Василисе, золотой косе, непокрытой красе, и об Иване Горохе».

### В современной культуре
В 1967 году был поставлен мюзикл «Волосы», а 1979 году на его основе был снят фильм «Волосы». Волосами Вероники названы 3 космических объекта.

### В микроминиатюре
Микроминиатюристы часто используют волос как предмет для сравнения. Самые распространённые микроминиатюры с использованием волоса: надпись на волосе, изображение на волосе, изображение на срезе волоса, изделие внутри волоса. Толщина волоса (диаметр в сечении) примерно равна 0,08 мм.